# Chocieszów (Polska)
Chocieszów (do 1945 niem. Stolzenau) – wieś w Polsce położona w województwie dolnośląskim, w powiecie kłodzkim, w gminie Szczytna.
W przeszłości do wsi należały przysiółki:
- Borownik (niem. Holzberg)[5]
- Kopanka (niem. Agnesfeld)[6]

Obecnie nazwy niestandaryzowane

## Położenie
Chocieszów to wieś o długości około 2 km, położona w Kotlinie Kłodzkiej, u podnóża Gór Stołowych, w dolinie rzeki Cicha, na wysokości około 390–420 m n.p.m.

## Podział administracyjny
W latach 1945–1954 miejscowość należała do gminy Polanica Zdrój.
W latach 1975–1998 miejscowość administracyjnie należała do województwa wałbrzyskiego.

## Historia
Prawdopodobnie Chocieszów powstał na przełomie XIII i XIV wieku w czasie kolonizacji tych terenów. Pierwsze wzmianki o miejscowości pochodzą z roku 1538, kiedy określaną ją jako Waitmannsdorf. Od roku 1579 właścicielem wsi był Mathäus von Stolz, od którego nazwiska wywodzi się historyczna niemiecka nazwa wsi (Stolzenau, w źródłach od roku 1583). Podstawowym zajęciem ludności było zawsze rolnictwo, jednak ze względu na małe areały gospodarstw i słabe gleby mieszkańcy musieli szukać dodatkowych źródeł zarobku, zajmując się np. zbiorem runa leśnego lub wyrębem lasów. W pierwszej połowie XIX wieku rozwinęło się tu tkactwo chałupnicze, poza tym był tu folwark i młyn wodny. We wsi funkcjonowały również dwa kamieniołomy piaskowca. Pod koniec XIX wieku we wsi rozpoczęto udzielanie noclegów turystom, początkowo głównie z Polanicy-Zdroju.

## Szlaki turystyczne
- Kamienna Góra - Wolarz - U Huberta - Szczytna - Chocieszów - Wambierzyce[10]